# Polizeiruf 110: Jenseits
Jenseits ist ein deutscher Kriminalfilm von Eoin Moore aus dem Jahr 2007. Der Fernsehfilm erschien als 289. Folge der Filmreihe Polizeiruf 110. Es ist der siebzehnte Fall für Kriminalhauptkommissar Jürgen Tauber. Für seine Kollegin Kriminalhauptkommissarin Jo Obermaier ist es der vierzehnte Fall.

## Handlung
Die Kommissare Tauber und Obermaier werden zu einem Verkehrsunfall gerufen, weil einem der Beamten Ungereimtheiten auffallen. Das Unfallopfer ist ein achtjähriger Junge, der sehr wahrscheinlich bereits vor dem Autounfall tot war. Dies bestätigt sich bei der rechtsmedizinischen Untersuchung. Als direkte Todesursache vermutet Professor Leinfelder ein Schädeltrauma, verursacht durch einen heftigen, punktuellen Schlag. Allerdings kann ohne weitere Untersuchung nicht festgestellt werden, womit dieser Schlag erfolgte. Weiterhin finden sich aber auch Anzeichen von Misshandlungen älteren Datums.
Kommissar Tauber hat die undankbare Aufgabe der alleinerziehenden Mutter mitzuteilen, dass ihr Kind nicht mehr lebt. Sie ist außer sich und will ihren Sohn unbedingt sehen, was derzeit einfach noch nicht möglich ist. Erst müssen die Untersuchungen abgeschlossen sein und darum bringt Tauber Nina Hausner persönlich nach Hause. Die Misshandlungen räumt sie ein und sie wären auch der Grund gewesen, weshalb sie sich von ihrem Mann getrennt hatte. Dieser ist als Fernfahrer derzeit im Ausland unterwegs und kommt als Täter daher nicht in Frage. Als die Kommissare bei der Spedition nachfragen, stellen sie allerdings fest, dass Hausners Bruder dessen Tour übernommen hatte.
Manfred Hausner wollte seinen Sohn vor der Schule abfangen und mit ihm ins Ausland gehen. Timmy hatte sich jedoch derart gewehrt, dass Hausner ausgerastet und der Junge gegen eine Kante geschlagen ist. In Panik hatte er ihn auf die Straße gelegt und einfach dort liegen gelassen. Dieses verzweifelte Geständnis spricht er Nina Hausner auf den Anrufbeantworter und springt dann von einem Hochhaus in den Tod.

## Hintergrund
Jenseits wurde am 4. November 2007 im Ersten zur Hauptsendezeit erstmals ausgestrahlt.

## Kritik
Rainer Tittelbach von tittelbach.tv meint: „Dieser ‚Polizeiruf‘ hat es in sich. Der quälend gut gespielte Film geht nicht auf Mörderjagd, sondern richtet den Blick auf die Hinterbliebenen, die Mitopfer eines vermeintlichen Verbrechens. Autor Thebe durchleuchtet seine Protagonisten bis in die tiefsten Tiefen ihrer Seele und Eoin Moore gelingt es, aus Bildern, Tönen und zu Chiffren verdichteten Details mit Hilfe einer eleganten Montage ein sinnliches Krimi-Gesamtkunstwerk zu kreieren.“
Die Kritiker der Fernsehzeitschrift TV Spielfilm vergaben die bestmögliche Wertung (Daumen nach oben) und fanden, der Film sei „eine Tragödie, die schwer unter die Haut geht. Der brillante Krimi richtet den Fokus auf das Innenleben der beteiligten Personen und den Umgang mit Schuld und den Folgen“. Das Fazit lautet entsprechend: „Hochemotionaler Fall, quälend gut gespielt“.